# Ana María Martínez-Pina
Ana María Martínez-Pina García (Barcelona, 18 de julio de 1971) es una jurista española, que entre 2016 y 2020 fue vicepresidenta de la Comisión Nacional del Mercado de Valores (CNMV).

## Biografía
Nació el 18 de julio de 1971 en Barcelona. Se licenció en Derecho por la Universidad Central de Barcelona.
Trabajó en KPMG. 
En 2001 ingresó en el Cuerpo Superior de Inspectores de Seguros del Estado.
Su primer destino fue la Dirección General de Seguros y Fondos de Pensiones de 2002 a 2003.
En 2003 inició una nueva etapa en el Instituto de Contabilidad y Auditoría de Cuentas (ICAC). Llegó a ser Presidenta del ICAC, tras nueve años en el organismo, en el que fue subdirectora general adjunta de Normalización y Técnica Contable y secretaria del Comité Consultivo de Contabilidad (2006-2012).
Ha sido miembro de los grupos de trabajo encargados de elaborar el Plan General de Contabilidad y todas sus normas de desarrollo.
Desde febrero de 2012 hasta su incorporación a la CNMV fue presidenta del ICAC.
En noviembre de 2016 fue nombrada Vicepresidenta de la Comisión Nacional del Mercado de Valores (CNMV) y desempeñó su mandato legal de cuatro años hasta 16 de diciembre de 2020.
Fue Consejera del Banco de España y miembro de la Comisión Rectora del Fondo de Reestructuración Ordenada Bancaria (FROB). 
Actualmente es Socia de Regulatorio Financiero y Seguros en Gómez-Acebo&Pombo.